# 星際過客
是一部2016年的美國浪漫科幻片，為摩頓·帝敦執導，強·史派茲編劇。電影由珍妮佛·勞倫斯、克里斯·普瑞特、麥可·辛和勞倫斯·費許朋主演。發行商哥倫比亞影業定於2016年12月21日在美國及臺灣上映。

## 劇情
星舰“阿瓦隆号”（Avalon）搭载5000多名殖民者前往距離地球60光年的行星“家园II号”（Homestead II），这趟旅程需花费120年的时间。殖民者和乘务组都睡在小舱内休眠，但太空船途经一个大型小行星带时，防护盾严重受损，引发故障，提前90年唤醒机械工程师吉姆·普雷斯顿（克里斯·普瑞特 饰）。
过了一年的孤独生活，只有仿真机器人调酒师亚瑟（麥可·辛 饰）的陪伴，沮丧的吉姆曾想过自杀。某日，他在休眠舱中找到年轻貌美的奥劳拉·朗恩（珍妮佛·勞倫斯 饰），视频资料显示她是一位幽默的作家。历经手动唤醒奥罗拉的道德拉扯，吉姆最终唤醒了她，声称是休眠舱出故障导致的。奥劳拉害怕自己星舰还没有抵达“家园II号”便逐渐衰老死去，跟吉姆一样竭力尝试重新休眠未果。最终，她接受了事实，开始撰写一本关于个人经历的书。吉姆和奥劳拉越走越近，成为恋人。
一年后，亚瑟无意中告诉奥罗拉真相。她忧心忡忡，时不时辱骂、躲避、袭击吉姆。然而不久之后，另一个休眠舱故障唤醒了甲板長古斯（劳伦斯·費許朋 饰）。三人发现星舰系统出现多个故障。古斯试着在吉姆和奥罗拉的帮助下修复，而奥羅拉仍然责备吉姆偷走她的人生，表示这无异于谋杀，此時古斯便說明吉姆的心情，希望奧羅拉能理解並放下痛苦。但古斯的身体开始出现问题，根据自动化医疗诊断治疗舱機器醫生（Autodoc）的医疗测试结果，因為休眠舱故障，让古斯被不當喚醒，身體嚴重受損，全身器官衰竭，仅剩几个小时命。弥留之际，古斯将他的身份卡交给吉姆和奥罗拉，让他们可以進入管制区修补星舰。
两人追踪到两年前一颗體積過大的小行星穿越護盾的攔阻，直接洞穿舰体，损坏了核反应堆的控制機組。但尝试修复计算机会导致反应堆进一步受损。吉姆明白必须手動打开受損的外排气口，反应堆才能排火並重啟。奥罗拉协助吉姆，却又担心失去吉姆，留下自己一个人在舰内。舰内的奥罗拉和舰外的吉姆成功让反应堆排火。然而，吉姆宇航服破損，保护绳也被排火的強大推力扯斷了，正逐渐失去氧气。奥罗拉救回看似死亡的吉姆，用機器醫生救活他。吉姆后来发现機器醫生可以作为奥罗拉的临时休眠舱，但这也意味着奥罗拉再也见不到吉姆。奧蘿拉選擇繼續與吉姆生活，並接受了吉姆送她的戒指。
88年后，乘客们和乘务组在抵达“家园II号”不久前苏醒。他们在星舰大堂内发现茂密的植物和一座小房子，是奧蘿拉與吉姆的美好人生的見證。

## 演員
| 演員                             | 角色                      | 備註                                                                           |
| 珍妮佛·勞倫斯 Jennifer Lawrence  | 奧蘿拉·藍恩 Aurora Lane   | 來自紐約市的作家，黃金級乘客，打算撰寫太空旅行的故事而登上星艦阿瓦隆號。       |
| 克里斯·普瑞特 Chris Pratt        | 吉姆·普瑞斯頓 Jim Preston | 來自丹佛的機器技師，阿瓦隆號一般級乘客，因為機械故障而導致提早從休眠中被喚醒。 |
| 麥可·辛 Michael Sheen            | 亞瑟 Arthur               | 阿瓦隆號酒吧專業擬真機器人調酒師。                                             |
| 勞倫斯·費許朋 Laurence Fishburne | 古斯·曼庫索 Gus Mancuso   | 阿瓦隆號甲板長，因休眠艙故障被不當喚醒，全身多重器官衰竭，清醒數天後就死亡。   |
| 安迪·賈西亞 Andy Garcia          | 諾里斯 Captain Norris     | 阿瓦隆號艦長。                                                                 |
| 奧羅拉·佩里紐 Aurora Perrineau   | 莎莉絲特 Celeste          | 奧蘿拉在地球上的好友。                                                         |

## 製作
最初強·史派茲所寫的劇本在好萊塢被列入2007年的黑名單，成為好萊塢難以達到綠燈標準的項目之一，長期處於開發者地獄。在電影由索尼接手前，有一段時間是溫斯坦影業所有，預算約3500萬美元，並打算讓基努·李維和瑞絲·薇斯朋主演。布萊恩·柯克曾被選作導演，由Wayfare Entertainment出資和製作。2014年12月5日，宣布索尼影視娛樂已成功買下電影的版權。2015年1月27日，宣布索尼早已和《模仿遊戲》的導演摩頓·帝敦會談擔任導演。索尼董事湯瑪士·羅斯曼表示，艾美·帕斯卡已告訴帝敦電影的預算可能會上調至9000萬美元。
2015年2月至2016年1月，參演電影的演員包括珍妮佛·勞倫斯、克里斯·普瑞特、麥可·辛、勞倫斯·費許朋與奧羅拉·佩里紐。勞倫斯的片酬高達2000萬美元，且對本片擁有30%的票房分紅，而普瑞特則有1200萬美元的片酬。
本片於2015年9月在喬治亞州的亞特蘭大正式拍攝。大部分镜头仅有两位主角独自完成。
影片配乐由托马斯·纽曼操刀。史派玆表示他听过纽曼之前的配乐，便决定创作影片的剧本。此外，梦想之龙乐队为影片创作的片尾曲《Levitate》于2016年11月29日发布。台灣主题曲《光年之外》由香港歌手G.E.M.鄧紫棋創作演唱，於國語配音版片尾出現。

## 發行
2015年8月，索尼影視娛樂將電影排於2016年12月21日在北美上映。9月20日，索尼釋出首支電影預告片。

### 榮譽
入圍第89屆奧斯卡金像獎最佳美術設計和原創配樂獎。

### 評價
爛番茄新鮮度30%，基於290條評論，平均分為5/10。Metacritic得分41，評價以負面居多。影院评分根据影迷投票打出B的平均分（评分范围为A+到F），IMDb則獲得7.0/10的普遍好評。
多位影评人批评吉姆决定唤醒休眠中的旅客陪伴自己的核心剧情点有悖于伦理道德。《每日电讯报》的丽贝卡·霍肯斯（Rebecca Hawkes）称电影毫无浪漫可言，反而是一场“令人不寒而栗的操纵”，称此种行为是“暴力中心行为”，被软化且合乎情理，道德上类似于《星际穿越》中的罪犯化身为反派。霍肯斯和《富比士》的保罗·塔西（Paul Tassi）都表示宣传团队在预告片中故意隐瞒奥罗拉苏醒的原因。《卫报》的安德鲁·普耳弗（Andrew Pulver）称电影是“《星際效應》版的社交媒体跟踪”，“开头令人毛骨悚然”，背离了爱情喜剧片想方设法“降落”的狡猾缠扰战术，片子“可怕却不可避免”。Vox的阿丽莎·威尔金逊（Alissa Wilkinson）称影片是“斯德哥尔摩综合症的妄想，被抓者最终发现乃至爱上抓自己的人”，“实在是个令人不安的实现妄想的愿望”。

### 票房
電影在北美將與《歡樂好聲音》及《刺客教條》共同競爭，預測能在上映五天內收穫5000萬美元的票房。美國週五票房410萬美元，使得六天的預測值降低至2700萬美元。首週末六天累計票房收入為3000萬美元，位居當週票房排名第三。
中国大陆密钥延期至3月12日，挤进情人节档期，累计票房超过3亿人民币。
| 上一届： 《星際大戰外傳：俠盜一號》 | 2016年台北週末票房冠軍 第52週    | 下一届： 《長城》       |
| 上一届： 《星球大战外传：侠盗一号》 | 2017年中国内地一周票房冠军 第4週 | 下一届： 《西游伏妖篇》 |

## 備註
1. 中國大陸曾暂译「星际乘客」。

## 外部連結
- 官方网站
- 互联网电影数据库（IMDb）上《星際過客》的资料（英文）
- Metacritic上《星際過客》的資料（英文）
- 爛番茄上《星際過客》的資料（英文）
- Box Office Mojo上《星際過客》的資料（英文）
- AllMovie上《星際過客》的资料（英文）
- 開眼電影網上《星際過客》的資料（繁體中文）
- 时光网上《星際過客》的資料（简体中文）
- 豆瓣电影上《星際過客》的資料 （简体中文）